# Henry Vignaud

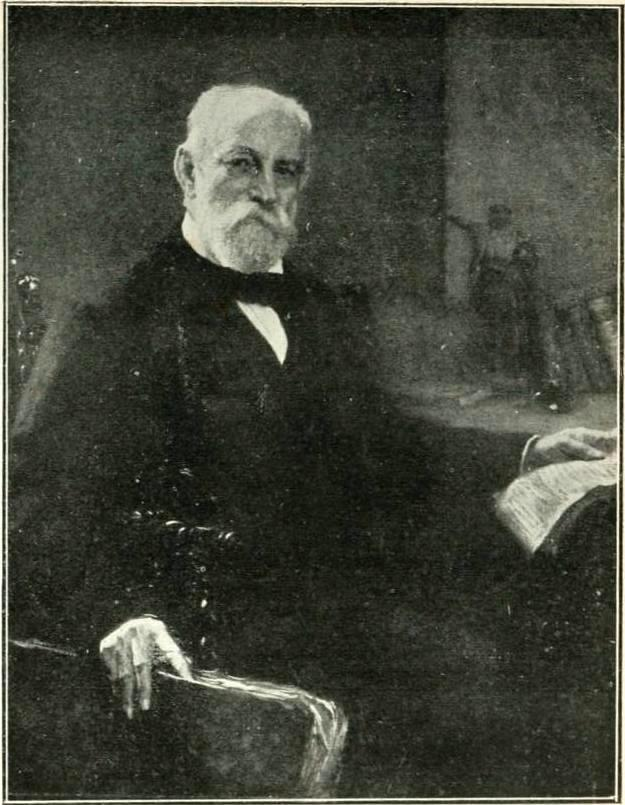
Henry Vignaud

Jean Henry Vignaud (Nueva Orleans (Estados Unidos), 27 de noviembre de 1830 - Bagneux (Francia), 19 de septiembre de 1922) fue un escritor, periodista e historiador estadounidense de lengua francesa, originario de una familia del sur de Francia.
Profesor de lengua francesa en Nueva Orleans entre 1852 y 1856, se lanzó luego en el periodismo y el teatro. Durante la Guerra de Secesión, fue capitán del regimiento de Luisiana del ejército confederado. Hecho prisionero en 1862, se fugó y huyó a París, donde se instaló definitivamente. Retomó su labor de periodista. Ocupó en lo sucesivo plazas cerca de delegaciones de Estados Unidos en Francia, y fue primer secretario de la Legación de Estados Unidos de 1882 a 1909. En 1908 se convirtió en presidente de la Sociedad de Americanistas, y pudo volcarse en su pasión: el estudio de Cristóbal Colón y el descubrimiento de América.

## Publicaciones
- La Lettre de Toscanelli du 25 juin 1474 sur la route des Indes par l'Ouest, 1901
- La Maison d'Albe et les archives colombiennes, 1904
- Études critiques sur la vie de Colomb avant ses découvertes, 1905
- Sophus Ruge et ses vues sur Colomb, 1906
- L'Ancienne et la nouvelle campagne pour la canonisation de Christophe Colomb, 1909
- Histoire critique de la grande entreprise de Christophe Colomb, 1911
- Americ Vespuce : 1451-1512, 1917
- Le vrai Christophe Colomb et la légende, 1921
- Le problème du peuplement initial de l'Amérique et de l'origine de sa population indigène, 1922